# 잭 브룩스뱅크
잭 크리스토퍼 스탬프 브룩스뱅크(영어: Jack Christopher Stamp Brooksbank, 1986년 5월 3일 ~ )는 찰스 3세의 조카인 요크 공녀 유제니와 결혼한 영국의 사업가이다. 